# 51ª edizione degli NAACP Image Award
La 51ª edizione degli NAACP Image Award, trasmessa dalla tv via cavo BET, si è tenuta il 22 febbraio 2020 al Pasadena Convention Center di Pasadena e ha premiato le migliori personalità nel campo cinematografico, televisivo, musicale e letterario del 2019. Le candidature sono state annunciate il 9 febbraio 2020. I nomi di alcuni vincitori sono stati rivelati il 21 febbraio durante un pranzo tenuto al Beverly Hilton Hotel.
In questa edizione, Netflix ha ricevuto un totale di 30 nomination per le categorie riguardanti la televisione; 15 candidature sono andate alla Universal per il cinema, 14 candidature alla RCA Records per la musica e 8 candidature alla Penguin per la letteratura.
L'artista più premiata è stata Beyoncé nella sezione Musica con un totale di sei premi, tra cui Miglior artista femminile e Miglior album, più un premio nella sezione Televisione (Miglior varietà) per lo speciale di Netflix Homecoming.

## Cinema

### Miglior film
- Il diritto di opporsi (Just Mercy), regia di Destin Daniel Cretton
- Dolemite Is My Name, regia di Craig Brewer
- Harriet, regia di Kasi Lemmons
- Noi (Us), regia di Jordan Peele
- Queen & Slim, regia di Melina Matsoukas

### Miglior film indipendente
- Dolemite Is My Name, regia di Craig Brewer
- Clemency, regia di Chinonye Chukwu
- Luce, regia di Julius Onah
- Queen & Slim, regia di Melina Matsoukas
- Il ragazzo che catturò il vento (The Boy Who Harnessed the Wind), regia di Chiwetel Ejiofor

### Miglior documentario
- Toni Morrison: The Pieces I Am, regia di Timothy Greenfield-Sanders
- The Apollo, regia di Roger Ross Williams
- The Black Godfather, regia di Reginald Hudlin
- Miles Davis: Birth Of The Cool, regia di Stanley Nelson
- True Justice: Bryan Stevenson's Fight for Equality, regia di Bryan Stevenson, Christy Stevenson e Howard Stevenson

### Migliore regia
- Chiwetel Ejiofor – Il ragazzo che catturò il vento (The Boy Who Harnessed the Wind)
- Mati Diop – Atlantique
- Reginald Hudlin – The Black Godfather
- Kasi Lemmons – Harriet
- Jordan Peele – Noi (Us)

### Migliore attore protagonista
- Michael B. Jordan – Il diritto di opporsi (Just Mercy)
- Chadwick Boseman – City of Crime (21 Bridges)
- Winston Duke – Noi (Us)
- Daniel Kaluuya – Queen & Slim
- Eddie Murphy – Dolemite Is My Name

### Migliore attrice protagonista
- Lupita Nyong'o – Noi (Us)
- Cynthia Erivo – Harriet
- Naomie Harris – Black and Blue
- Jodie Turner-Smith – Queen & Slim
- Alfre Woodard – Clemency

### Migliore attore non protagonista
- Jamie Foxx – Il diritto di opporsi (Just Mercy)
- Sterling K. Brown – Waves
- Tituss Burgess – Dolemite Is My Name
- Leslie Odom Jr. – Harriet
- Wesley Snipes – Dolemite Is My Name

### Migliore attrice non protagonista
- Marsai Martin – La piccola boss (Little)
- Jennifer Lopez – Le ragazze di Wall Street - Business Is Business (Hustlers)
- Janelle Monáe – Harriet
- Da'Vine Joy Randolph – Dolemite Is My Name
- Octavia Spencer – Luce

### Miglior sceneggiatura
- Jordan Peele – Noi (Us)
- Doug Atchison – Brian Banks
- Chinonye Chukwu – Clemency
- Destin Daniel Cretton – Il diritto di opporsi (Just Mercy)
- Kasi Lemmons – Harriet

### Miglior ruolo fondamentale
- Marsai Martin – La piccola boss (Little)
- Cynthia Erivo – Harriet
- Shahadi Wright Joseph – Noi (Us)
- Rob Morgan – Il diritto di opporsi (Just Mercy)
- Jodie Turner-Smith – Queen & Slim

### Miglior cast
- Il diritto di opporsi (Just Mercy)
- Dolemite Is My Name
- Harriet
- Noi (Us)
- Queen & Slim

## Televisione

### Programmi televisivi

#### Miglior serie drammatica
- Greenleaf
- The Chi
- Godfather of Harlem
- Queen Sugar
- Watchmen

#### Miglior serie commedia
- Black-ish
- Ballers
- Dear White People
- Grown-ish
- The Neighborhood

#### Miglior serie drammatica speciale, miniserie o film televisivo
- When They See Us
- American Son
- Being Mary Jane
- Native Son
- True Detective

#### Miglior documentario
- Hitsville: The Making of Motown, regia di Benjamin Turner e Gabe Turner
- Free Meek, regia di Patrick Reardon
- Homecoming, regia di Beyoncé Knowles-Carter
- Martin: The Legacy of A King
- ReMastered: The Two Killings of Sam Cooke, regia di Kelly Duane

#### Miglior programma per bambini
- La famiglia McKellan (Family Reunion)
- Dottoressa Peluche (Doc McStuffins)
- Kevin Hart's Guide to Black History
- Marvel's Avengers: Black Panther's Quest
- Motown Magic

#### Miglior talk show
- Red Table Talk
- The Daily Show with Trevor Noah
- The Real
- The Shop: Uninteruppted
- The Tamron Hall Show

#### Miglior reality, competition o game show
- Rhythm + Flow
- Iyanla: Fix My Life
- Lip Sync Battle
- Sunday Best
- The Voice

#### Miglior varietà - Serie o speciale
- Homecoming
- Black Girls Rock!
- Sticks & Stones
- Saturday Night Live
- Wanda Sykes: Not Normal

#### Miglior programma di informazione - Serie o speciale
- Unsung
- The Breakfast Club
- Pushout: The Criminalization of Black Girls in Schools
- The Story of God con Morgan Freeman (The Story of God with Morgan Freeman)
- Surviving R. Kelly

### Recitazione e conduzione

#### Miglior attore protagonista in una serie drammatica
- Omari Hardwick – Power
- Sterling K. Brown – This Is Us
- Billy Porter – Pose
- Kofi Siriboe – Queen Sugar
- Forest Whitaker – Godfather of Harlem

#### Miglior attrice protagonista in una serie drammatica
- Angela Bassett – 9-1-1
- Viola Davis – Le regole del delitto perfetto (How to Get Away with Murder)
- Regina King – Watchmen
- Simone Missick – All Rise
- Rutina Wesley – Queen Sugar

#### Miglior attore protagonista in una serie commedia
- Anthony Anderson – Black-ish
- Cedric the Entertainer – The Neighborhood
- Don Cheadle – Black Monday
- Dwayne Johnson – Ballers
- Tracy Morgan – The Last O.G.

#### Miglior attrice protagonista in una serie commedia
- Tracee Ellis Ross – Black-ish
- Logan Browning – Dear White People
- Tiffany Haddish – The Last O.G.
- Jill Scott – First Wives Club
- Yara Shahidi – Grown-ish

#### Miglior attore protagonista in una serie drammatica speciale, serie limitata o film televisivo
- Jharrel Jerome – When They See Us
- Mahershala Ali – True Detective
- Idris Elba – Luther
- Caleel Harris – When They See Us
- Ethan Henry Herisse – When They See Us

#### Miglior attrice protagonista in una serie drammatica speciale, serie limitata o film televisivo
- Niecy Nash – When They See Us
- Aunjanue Ellis – When They See Us
- Octavia Spencer – Truth Be Told
- Gabrielle Union – Being Mary Jane
- Kerry Washington – American Son

#### Miglior attore non protagonista in una serie drammatica
- Harold Perrineau – Claws
- Giancarlo Esposito – Godfather of Harlem
- Delroy Lindo – The Good Fight
- Wendell Pierce – Jack Ryan (Tom Clancy's Jack Ryan)
- Nigél Thatch – Godfather of Harlem

#### Miglior attrice non protagonista in una serie drammatica
- Lynn Whitfield – Greenleaf
- Tina Lifford – Queen Sugar
- CCH Pounder – NCIS: New Orleans
- Lyric Ross – This Is Us
- Susan Kelechi Watson – This Is us

#### Miglior attore non protagonista in una serie commedia
- Deon Cole – Black-ish
- Andre Braugher – Brooklyn Nine-Nine
- Tituss Burgess – Unbreakable Kimmy Schmidt
- Terry Crews – Brooklyn Nine-Nine
- Laurence Fishburne – Black-ish

#### Miglior attrice non protagonista in una serie commedia
- Marsai Martin – Black-ish
- Tichina Arnold – The Neighborhood
- Halle Bailey – Grown-ish
- Loretta Devine – Family Reunion
- Regina Hall – Black Monday

#### Miglior attore o attrice giovane in una serie, miniserie o film televisivo
- Marsai Martin – Black-ish
- Miles Brown – Black-ish
- Lonnie Chavis – This Is Us
- Caleel Harris – When They See Us
- Lyric Ross – This Is Us

#### Miglior attore o attrice ospite in una serie televisiva
- Kelly Rowland – American Soul
- David Alan Grier – Queen Sugar
- Sanaa Lathan – The Affair - Una relazione pericolosa (The Affair)
- MAJOR. – Star
- Blair Underwood – Dear White People

#### Miglior conduttore o conduttrice di un talk show o programma di informazione - Serie o speciale
- Jada Pinkett Smith – Red Table Talk
- Whoopi Goldberg, Joy Behar, Sunny Hostin, Meghan McCain, Abby Huntsman e Ana Navarro – The View
- Lester Holt – NBC Nightly News with Lester Holt
- Trevor Noah – The Daily Show with Trevor Noah
- Angela Rye – Young Gifted and Broke: A BET Town Hall

#### Miglior conduttore o conduttrice di un talk show, reality, competition show, game show o varietà - Serie o speciale
- Steve Harvey – Family Feud
- Wayne Brady – Let's Make a Deal
- Regina Hall – 2019 BET Awards
- LL Cool J – Lip Sync Battle
- Iyanla Vanzant – Iyanla: Fix My Life

### Regia

#### Miglior regia per una serie drammatica
- 50 Cent – Power per l'episodio Lascia perdere Dre (Forgot About Dre)
- Debbie Allen – Grey's Anatomy per l'episodio In silenzio tutti questi anni (Silent All These Years)
- Ava DuVernay – When They See Us per la Parte 4 (Part Four)
- Carl H. Seaton, Jr. – Snowfall per l'episodio Ricci (Hedgehogs)
- Jet Wilkinson – The Chi per l'episodio Lo scorpione e la rana (The Scorpion and the Frog)

#### Miglior regia per una serie commedia
- Anya Adams – GLOW per l'episodio Andare lontano (Outward Bound)
- Shaka King – Shrill per l'episodio Pool
- Justin Tipping – Black Monday per l'episodio 7042
- Ken Whittingham – Atypical per l'episodio Paige pilota pazza (Road Rage Paige)
- Randall Winston – Grace and Frankie per l'episodio La farmacia (The Pharmacy)

#### Miglior regia per un film televisivo
- Rashid Johnson – Native Son
- Janice Cooke – I Am Sombody's Child: The Regina Louise Story
- Kenny Leon – American Son
- Codie Elaine Oliver – Black Love
- Russ Parr – The Bobby Debarge Story

### Sceneggiatura

#### Miglior sceneggiatura per una serie drammatica
- Nichelle Tramble Spellman – Truth Be Told per l'episodio Monster
- Nkechi Okoro Carroll – All American per l'episodio Hussle & Motivate
- Pat Charles – Black Lightning per l'episodio Il libro dei segreti: Capitolo primo: Figliol Prodigo (The Book of Secrets: Chapter One: Prodigal Son)
- Ava DuVernay e Michael Starrbury – When They See Us per la Parte 4 (Part 4)
- Damon Lindelof e Cord Jefferson – Watchmen per l'episodio Questo essere straordinario (This Extraordinary Being)

#### Miglior sceneggiatura per una serie commedia
- Cord Jefferson – The Good Place per l'episodio Sarto, Spia, Demone (Tinker, Tailor, Demon, Spy)
- Gloria Calderon Kellett e Mike Royce – Giorno per giorno per l'episodio Fantasmi (Ghosts)
- Karen Gist e Peter Saji – Mixed-ish per l'episodio Let Your Hair Down
- Jason Kim – Barry per l'episodio Past=Present x Future Over Yesterday
- Trevor Noah – The Daily Show with Trevor Noah per la puntata del 15 gennaio 2019

#### Miglior sceneggiatura per un film televisivo
- Suzan-Lori Parks – Native Son
- Yvette Nicole Brown – Always a Bridesmaid
- Melissa Bustamante – A Christmas Winter Song
- Patrik-Ian Polk, Devon Shepard e Alyson Fouse – Being Mary Jane
- Cas Sigers-Beedles – Twas the Chaos Before Christmas

## Musica

### Miglior artista maschile
- Bruno Mars
- Khalid
- Lil Nas X
- MAJOR.
- PJ Morton

### Miglior artista femminile
- Beyoncé
- Fantasia
- H.E.R.
- India.Arie
- Lizzo

### Miglior nuovo o nuova artista
- Lil Nas X
- Lucky Daye
- Mahalia
- Ari Lennox
- Mykal Kilgore

### Miglior duo, gruppo o collaborazione
- Beyoncé, Saint Jhn, Wizkid & Blue Ivy Carter – Brown Skin Girl
- Chris Brown feat. Drake – No Guidance
- Alicia Keys feat. Miguel – Show Me Love
- Ari Lennox feat. J. Cole – Shea Butter Baby
- PJ Morton feat. JoJo – Say So

### Miglior album
- Homecoming: The Live Album – Beyoncé
- Cuz I Love You – Lizzo
- I Used to Know Her – H.E.R.
- Sketchbook – Fantasia
- Worthy – India.Arie

### Miglior album jazz
- Love & Liberation – Jazzmeia Horn
- Carib – David Sánchez
- Center of The Heart – Najee
- The Dream Is You: Vanessa Rubin Sings Tadd Dameron – Vanessa Rubin
- SoulMate – Nathan Mitchell

### Miglior canzone tradizionale
- Spirit – Beyoncé
- Enough – Fantasia
- Jerome – Lizzo
- Stand Up – Cynthia Erivo
- Steady Love – India.Arie

### Miglior canzone contemporanea
- Before I Let Go – Beyoncé
- Hard Place – H.E.R.
- Juice – Lizzo
- Motivation – Normani
- Talk – Khalid

### Miglior canzone gospel o cristiana tradizionale o contemporanea
- Love Theory – Kirk Franklin
- I Made It Out – John P. Kee feat. Zacardi Cortez
- Laughter – Bebe Winans feat. Korean Soul
- Not Yet – Donnie McClurkin
- Victory – The Clark Sisters

### Miglior video musicale o visual album
- Juice – Lizzo
- Hard Place – H.E.R.
- No Guidance – Chris Brown feat. Drake
- Steady Love – India.Arie
- Talk – Khalid

### Miglior colonna sonora o compilation
- The Lion King: The Gift – Beyoncé, Artisti Vari
- Harriet – Terence Blanchard
- The Lion King – Artisti Vari
- Queen & Slim – Artisti Vari
- Us – Michael Abels

## Letteratura

### Miglior opera letteraria di narrativa
- The Revisioners – Margaret Wilkerson Sexton
- New Daughters of Africa – Margaret Busby
- Out of Darkness, Shining Light – Petina Gappah
- Red at the Bone – Jacqueline Woodson
- The Water Dancer – Ta-Nehisi Coates

### Miglior opera letteraria di saggistica
- L'importanza di ogni parola (The Source of Self-Regard: Selected Essays, Speeches, and Meditations) – Toni Morrison
- Breathe: A Letter to My Sons – Imani Perry
- STONY THE ROAD: Reconstruction, White Supremacy, and the Rise of Jim Crow – Henry Louis Gates Jr.
- The Yellow House – Sarah M. Broom
- What Doesn't Kill You Makes You Blacker: A Memoir in Essays – Damon Young

### Miglior opera prima
- I Am Dance: Words and Images of the Black Dancer – Hal Banfield, illustrato da Javier Vasquez
- American Spy – Lauren Wilkinson
- The Farm – Joanne Ramos
- More Than Pretty: Doing The Soul Work To Uncover Your True Beauty – Erica Campbell
- Such A Fun Age – Kiley Reid

### Miglior opera letteraria biografica o autobiografica
- More Than Enough: Claiming Space for Who You Are (No Matter What They Say) – Cyntoia Brown-Long
- The Beautiful Ones – Prince con Dan Piepenbring (revisione)
- Finding My Voice: My Journey to the West Wing and the Path Forward – Valerie Jarrett
- Free Cyntoia: My Search for Redemption in the American Prison System – Cyntoia Brown-Long
- My Name Is Prince – Randee St. Nicholas

### Miglior opera letteraria educativa
- Your Next Level Life: 7 Rules of Power, Confidence, And Opportunity For Black Women In America – Karen Arrington, con Sheryl Taylor, illustrato da Joanna Price
- Inspire Your Home: Easy, Affordable Ideas to Make Every Room Glamorous – Farah Merhi
- Letters to the Finishers (who struggle to finish) – Candace E. Wilkins
- More Than Pretty: Doing the Soul Work that Uncovers Your True Beauty – Erica Campbell
- Vegetables Unleashed – José Andres

### Miglior opera letteraria di poesia
- Felon: Poems – Reginald Dwayne Betts
- A Bound Woman Is a Dangerous Thing: The Incarceration of African American Women from Harriet Tubman to Sandra Bland – DaMaris B. Hill
- Honeyfish – Lauren K. Alleyne
- Mistress – Chet'la Sebree
- The Tradition – Jericho Brown

### Miglior opera letteraria per bambini
- Sulwe – Lupita Nyong'o, illustrato da Vashti Harrison
- A Place to Land: Martin Luther King Jr. and the Speech That Inspired a Nation – Barry Wittenstein, illustrato da Jerry Pinkney
- Hair Love – Matthew A. Cherry, illustrato da Vashti Harrison
- Parker Looks Up: An Extraordinary Moment – Parker Curry e Jessica Curry, illustrato da Brittany Jackson
- Ruby Finds a Worry – Tom Percival

### Miglior opera letteraria per adolescenti
- Around Harvard Square – C.J. Farley
- The Forgotten Girl – India Hill Brown
- Her Own Two Feet: A Rwandan Girl's Brave Fight to Walk – Meredith Davis e Rebeka Uwitonze
- Hot Comb – Ebony Flowers
- I'm Not Dying with You Tonight – Kimberly Jones e Gilly Segal

## Altri premi

### Entertainer dell'anno
- Lizzo

### Chairman's Award
- John Lewis

### President's Award
- Rihanna

### Key of Life Award Recipient
- Generale Charles E. McGee